# نیهات برکر
نیهات برکر (انگلیسی: Nihat Berker؛ زادهٔ ۲۰ سپتامبر ۱۹۴۹) دانشمند در زمینه فیزیک کاربردی اهل ترکیه است.